# Jemens herrlandslag i fotboll
Jemens herrlandslag i fotboll kontrolleras av Jemens fotbollsförbund och spelade sin första landskamp som enad stat den 8 september 1990, och vann med 1-0 borta mot Malaysia i en träningsmatch. Före 1990 var Jemen delat i två länder, Nordjemen och Sydjemen, efter återföreningen anses landslaget vare en efterträdare till Nordjemen.
Som Nordjemen spelade laget sin första landskamp i augusti 1965, och förlorade med utklassningssiffrorna 0-9 mot Sudan vid panarabiska spelen i Egypten.

## Anmärkningslista
1. ↑  YAR som Nordjemen.